# Каневцев Олександр Олександрович
Олекса́ндр Олекса́ндрович Ка́невцев (Каневцов; нар. 5 (17) квітня 1870 — пом. 10 жовтня 1929, Київ) — український піаніст, музичний теоретик, критик і композитор.

## Життєпис
Грі на фортепіано навчався у М. Тутковського. 1891 року екстерном закінчив його клас в Київському училищі РМТ.
Викладав в Київській музичній школі М. Тутковського.
1920-х років — працював в Київській школі мистецтв.
З 1891 співпрацював з різними київськими періодичними виданнями.
З 1908 року — постійний музичний критик газети «Киевлянин». Псевдоніми: «А. К.», «К.»
Його статті присвячені музичному життю Києва, концертам. Вони відрізнялися глибиною суджень, прогресивністю поглядів і зіграли помітну роль у розвитку української музичної культури.
Олександр Каневцев — автор фортепіанних п'єс і етюдів, а також романсів.
Автор «Підручника елементарної теорії музики» (1897, 1912).

## Автор
- Учебник элементарной теории музыки. — 1897.(рос.)
- Учебник элементарной теории музыки / составил A. A. Каневцов. — 2-ое изд., испр. и доп. — Киев; Варшава: Л. Идзиковский, 1912. — 125. [недоступне посилання] Lietuvos integrali bibliotekų informacijos sistema(рос.)
- Каневцов А. Городской театр. Бенефис М. М. Гущиной // Киевлянин. 1910. № 11(рос.)
- Каневцов А. ] Федор Ильич Гущин (Некролог) // Киевлянин, 1912. № 105. — с. 4(рос.)
- Каневцов А. А. Второй концерт С. В. Рахманинова // Киевлянин. 1915. № 338
- Каневцов А. А. Спектакли с участием Шаляпина //Киевлянин. 1915. № 65
- Каневцов А. А. Симфонический концерт памяти С. И. Танеева // Киевлянин. 1915. № 172
- Каневцов А. А. Итог музыкальной жизни Киева за 1914 год // Киевлянин. 1915. № 5
- Каневцов А. А. Четвертое утро камерной музыки (произведения Глиэра) // Киевлянин. 1915. № 20
- Каневцов А. А. Пятое утро камерной музыки (с участием Н. Турчинского, произведения Сен-Санса, Зарембского) // Киевлянин. 1915. № 63